# Objaw ułożenia dłoni na płaskiej powierzchni
Objaw ułożenia dłoni na płaskiej powierzchni – objaw chorobowy  polegający na niemożności uzyskania pełnego przylegania dłoni do płaskiej powierzchni, będący następstwem braku pełnego wyprostowania palców w przebiegu cheiroartropatii cukrzycowej.